# László Endre
László Endre, född den 1 januari 1895 i Abony, död den 29 mars 1946 i Budapest, var en ungersk politiker och ämbetsman. Endre, som tillhörde Pilkorsrörelsen, var 1944 statssekreterare i det ungerska inrikesministeriet.  

## Biografi
Endre engagerade sig tidigt i den fascistiska rörelsen Magyar Országos Véderő Egylet (MOVE). Senare anslöt han sig till Ungerns nationalsocialistiska parti. 
Efter Tysklands invasion av Ungern den 19 mars 1944 blev Andor Jaross inrikesminister och denne utnämnde Endre och László Baky till statssekreterare i inrikesministeriet. Den 4 april 1944 ledde Baky en konferens för att planera deportationerna av de ungerska judarna. Närvarande vid konferensen var, förutom Baky, bland andra Endre, Adolf Eichmann och László Ferenczy, chef för gendarmeriet. Efter andra världskriget ställdes Endre inför en folkdomstol och dömdes till döden för krigsförbrytelser och brott mot mänskligheten. Han avrättades genom hängning tillsammans med László Baky i mars 1946.